# 156e division d'infanterie Vicenza
La 156e division d'infanterie Vicenza (en italien : 156ª Divisione fanteria "Vicenza") était une division d'infanterie de l'armée italienne pendant la Seconde Guerre mondiale. La division Vicenza était une division d'infanterie formée en janvier 1942. Elle était placée sur le front Est en Russie, elle a été détruite par l'armée soviétique en juillet 1943.

## Ordre de bataille
- 277e régiment d'infanterie Vicenza
- 278e régiment d'infanterie Vicenza
- 256e bataillon anti-tank
- 156e régiment d'artillerie
- 156e bataillon d'armes
- 136e section de carabiniers
- 137e section de carabiniers
- 156e section médicale